# Rhipidomys
Rhipidomys (Tschudi, 1845) è un genere di roditori della famiglia dei Cricetidi.

## Descrizione

### Dimensioni
Al genere Rhipidomys appartengono roditori di piccole e medie dimensioni, con lunghezza della testa e del corpo tra 80 e 210 mm e la lunghezza della coda fino a 270 mm.

### Caratteristiche craniche e dentarie
Il cranio presenta un rostro corto e smussato, le arcate zigomatiche non sono eccessivamente arcuate. La scatola cranica è rotondeggiante, la bolla timpanica è relativamente piccola. Gli incisivi superiori sono leggermente opistodonti, ovvero con le punte rivolte all'interno mentre i molari hanno la corona bassa.
Sono caratterizzati dalla seguente formula dentaria:

### Aspetto
La pelliccia è densa e soffice, quasi vellutata e varia generalmente in lunghezza. Le parti dorsali variano dal giallo-grigiastro chiaro al fulvo o marrone scuro, la spina dorsale è generalmente più scura, essendo i peli privi di punte chiare, mentre le parti ventrali sono bianche, color crema, giallo-brunastre o grigiastre. Il muso è lungo ed appuntito, le vibrisse sono molto lunghe e spesse, gli occhi sono grandi e sporgenti. Le orecchie sono relativamente corte. Le zampe posteriori sono relativamente larghe, con le dita centrali leggermente più lunghe di quelle esterne, adattamento ad una vita arboricola. La pianta dei piedi è provvista di sei grossi cuscinetti. La coda è più lunga della testa e del corpo, è ricoperta di peli e termina con un ciuffo di peli. Le femmine hanno 3 paia di mammelle. Sono privi di cistifellea.

## Distribuzione
Il genere è diffuso nel Continente americano da Panama fino all'Argentina nord-occidentale.

## Tassonomia
Il genere comprende 27 specie:
- Sezione Rhipidomys macconnelli - I piedi sono più lunghi e sottili, meno adattati alla vita arboricola, la pelliccia è lunga.
  - Rhipidomys macconnelli
- Sezione Rhipidomys fulviventer - Pelliccia più lunga, forme prevalentemente montane.
  - Rhipidomys albujai
  - Rhipidomys caucensis
  - Rhipidomys fulviventer
  - Rhipidomys ochrogaster
  - Rhipidomys similis
  - Rhipidomys tenuicauda
  - Rhipidomys wetzeli
- Sezione Rhipidomys leucodactylus - Pelliccia più corta, forme prevalentemente di pianura o collinari.
  - Rhipidomys austrinus
  - Rhipidomys bezerrensis
  - Rhipidomys caracolensis
  - Rhipidomys cariri
  - Rhipidomys couesi
  - Rhipidomys emiliae
  - Rhipidomys gardneri
  - Rhipidomys ipukensis
  - Rhipidomys itoan
  - Rhipidomys latimanus
  - Rhipidomys leucodactylus
  - Rhipidomys macrurus
  - Rhipidomys mastacalis
  - Rhipidomys modicus
  - Rhipidomys nitela
  - Rhipidomys ochroagrateroli
  - Rhipidomys tribei
  - Rhipidomys venezuelae
  - Rhipidomys venustus